# Maps (singel Maroon 5)
Maps – pierwszy singiel promujący piąty, studyjny album grupy Maroon 5 zatytułowany V. Autorem utworu jest wokalista zespołu Adam Levine oraz Ryan Tedder, Benjamin Levin, Ammar Malik i Noel Zancanella, natomiast produkcją utworu zajęli się Tedder, Zancanella i Benny Blanco. Singel został wydany 16 czerwca 2014 roku.

## Kompozycja
Utwór napisany jest w metrum 4/4 i tonacji cis-moll z podstawowym rozwinięciem akordów A—B—C♯m w zwrotkach i refrenie oraz F♯m—C♯m/G♯—G♯/C w przed-refrenie. Linia wokalna znajduje się w przedziale od gis1 do cis3. Kompozycja została wyprodukowana w umiarkowanym tempie 120BPM

## Teledysk
Premiera teledysku odbyła się w MTV 1 lipca 2014 roku. Klip wyreżyserował Peter Berg. 

## Sukces komercyjny
Singiel zadebiutował na 14. miejscu notowania Hot 100 i dotarł do 6. miejsca. Piosenka znalazła się także na 29. miejscu zestawienia Billboard Hot 100 Year-End 2014. Do 7 grudnia utwór zakupiono 1,6 mln razy w Stanach Zjednoczonych.

## Historia wydania
| Region            | Data wydania     | Format           |
| ----------------- | ---------------- | ---------------- |
| Stany Zjednoczone | 16 czerwca 2014  | Radio CHR        |
| Stany Zjednoczone | 17 czerwca 2014  | Digital download |
| Wielka Brytania   | 24 sierpnia 2014 | Digital download |